# Hydrochorea corymbosa
Hydrochorea corymbosa là một loài thực vật có hoa trong họ Đậu. Loài này được (Rich.) Barneby & J.W.Grimes miêu tả khoa học đầu tiên.